# Ни, Виктория
Виктория Ни (англ. Viktorija Ni; род. 30 декабря 1991, Рига) — американская, ранее латвийская, шахматистка, международный мастер среди женщин (2010).

## Биография
В возрасте семи лет шахматы Викторию научила играть ее мать, шахматный тренер Полина Ни. 
Представляла Латвию на девяти юношеских чемпионатах Европы по шахматам и юношеских чемпионатов мира по шахматам в различных возрастных категориях. В 2008 году победила на юношеском чемпионате Европы по быстрым шахматам среди девушек в возрастной группе U18. Два раза подряд побеждала на женских чемпионатах Латвии по быстрым шахматам (2004, 2005).
В 2009 году на международном шахматном фестивале «Czech Open» в Пардубице выполнила первую норму международного гроссмейстера. С 2011 года постоянно живет в США и на турнирах представляет эту страну. На женских чемпионатах США по шахматам два раза (2012, 2015) занимала четвертое место.
В 2017 году в Тегеране дебютировала на чемпионате мира по шахматам среди женщин, где в первом туре проиграла Валентине Гуниной.
Представляла Латвию на двух шахматных олимпиадах (2008—2010) и США на двух командных чемпионатах мира по шахматам (2013—2015).